# Президент Узбекистану
Президент Республіки Узбекистан (узб. Oʻzbekiston Respublikasi Prezidenti) — посада глави держави, встановлена Конституцією Республіки Узбекистан.
З моменту заснування посади 24 березня 1990 і до 2 вересня 2016 року президентом Узбекистану був Іслам Карімов, який помер на цьому посту. Виконувачем обов'язків президента після смерті Карімова став Нігматулла Юлдошев, який передав обов'язки Шавкату Мірзійоєву.
В.о. президента Узбекистану Шавкат Мірзийоєв переміг на позачергових виборах президента 2016 року. Його було переобрано на другий термін 2021 року.
.

## Список президентів
| № | № | Фото | Ім'я                                   | Початок правління                                                         | Кінець правління                                                       | Період, днів | Партія |
| - | - | ---- | -------------------------------------- | ------------------------------------------------------------------------- | ---------------------------------------------------------------------- | ------------ | --- |
|   | 1 |      | Іслам Карімов (1938—2016)              | 24 березня 1990 1 грудня 1991 9 січня 2000 16 січня 2008 з 10 квітня 2015 | 1 грудня 1991 9 січня 2000 16 січня 2008 10 квітня 2015 2 вересня 2016 | 9659         | Комуністична партія Радянського Союзу Народно-демократична партія Узбекистану Ліберально-демократична партія Узбекистану |
|   | — |      | Нігматілла Юлдашев (в. о.) (нар. 1962) | 2 вересня 2016                                                            | 8 вересня 2016                                                         | 6            | Демократична партія Узбекистану «Міллій Тікланіш»                                                                        |
|   | — |      | Шавкат Мірзійоєв (в. о.) (нар. 1957)   | 8 вересня 2016                                                            | 14 грудня 2016                                                         | 97           | Ліберально-демократична партія Узбекистану                                                                               |
|   | 2 |      | Шавкат Мірзійоєв (нар. 1957)           | 14 грудня 2016                                                            |                                                                        |              | Ліберально-демократична партія Узбекистану                                                                               |